# Kowalewskie
Kowalewskie – przysiółek wsi Szczybały Orłowskie w Polsce, położony w województwie warmińsko-mazurskim, w powiecie giżyckim, w gminie Wydminy.
W latach 1975–1998 przysiółek administracyjnie należał do województwa suwalskiego. 